# Peleteria blanchardi
Peleteria blanchardi là một loài ruồi trong họ Tachinidae.